# Антонов Ан-72
Антонов Ан-72  (рус. Антонов Ан-72) је вишенаменски регионални транспортни двомоторни млазни авион носивости до 10 тона. По кодификацији НАТО има име Coaler. Народни надимак му је «Чебурашка», по истоименом јунаку из цртаног филма. У Украјини је такође прозван «Гаља», «Галина», према познатом народном имену.

## Пројектовање и развој
Развијен је у пројектном бироу АНТК Антонов у Совјетском Савезу. Пројектован је да слеће и полеће са кратких стаза (СТОЛ) у тешким условима, са неприпремљени стаза, да у ВВС Совјетског Савеза допуни турбоелисни Антонов Ан-26. 
Снажни уређаји за високо подизање крила и побољшани однос потиска и тежине обезбеђују могућност кратког полетања и слетања авиона. Мотори уграђени изнад горње површине крила обезбеђују повећање узгона при полетању и слетању захваљујући томе што преко горње површине крила дувају издувни гасови из млазника мотора (Коанда ефекат). Авион је први пут полетео 31 августа 1977.
Новембра 1983. године пилоти М. Поповић и С. Максимов су на Ан-72 поставили светске рекорде за плафон лета од 13.410 метара, и максималну висину лета на ешелону од 12.980 метара, у овој класи авиона.

### Историјат пројекта Ан-72
- 16.–27.05.1974. - заједничку одлуку објављују Министарство авио-индустрије, Ваздухопловство и Министарство цивилног ваздухопловства о покретању развоја лаког војно-транспортног авиона.
- 12.07.1976.	- објављивање Акта Централног комитета КП СССР и Савета министара СССР бр. 558-186 о развоју Ан-72.
- 6.05.1977. - први прототип авиона Ан-72 излази из монтажне хале.
- 31.08.1977.	- први лет Ан-72 (посада: В.Терскиј – капетан, С.Горбик – копилот, А.Круц – инжењер лета, А.Ромањук – инжењер/оператер експеримента).
- 4.05.1979. - други прототип Ан-72 лети први пут.
- јуна 1979. - године Ан-72 је демонстриран на 33. Париском сајму ваздухопловства у Ле Буржеу.
- 29.11.1984. - Ан-72П (патрола) први пут лети, пилот: С.Максимов.
- 22.12.1985. - први лет првог серијског Ан-72 (серијски број 01-01) у Харкову. пилот: В.Ткаченко.
- маја 1987. - увођење у употребу Ан-72 из серијске производње.

## Карактеристике
Пројектован је у тандему са Ан-74, који има способност за рад у тешким временским условима, у поларним регионима. На њега је опционо инсталирана стајни трап са точак-скијама, опрема за одлеђивање и низ других надоградњи, које омогућавају операције на Арктику и поларним окружењима. Остали верзије Ан-72 укључује Ан-72С ВИП транспорт и Ан-72П поморски патролни авион.
Карактеристика необичног дизајна Ан-72 је употреба Коанда ефекта за побољшање полетно слетних перформанси, користећи издувне гасове сагоревања мотора преко горње површине крила за повећање узгона. Први лет је направљен 31. августа 1977. године, али је тек 1980-их почела серијска производња. 
Погонска група је Лотарев Д- 36 двопроточни турбомлазни мотор. Полетни траг овог авиона је 620 м, потребна слетна стаза је дужине од свега 420 метара. Задњи део трупа авиона има рампу са задњим шаркама клизног система уназад и до потпуног отварања. Ово омогућава искрцавање транспорног десанта до 7,5 тона масе, док постоје споредна склопива седишта са стране за 52 путника.

## Верзије авиона
- Ан-72 "прототип и предсеријски авиони. Две летећа прототипа, један статички тест змај авиона и осам предсеријских машина.
- Ан-72А Почетна производна транспортна верзија авиона са дужим трупом и повећаним крилима.
- Ан-72АТ - Теретна верзија Ан-72А компатибилан са стандардним међународним контејнерима.
- Ан-72С - Извршни ВИП транспорт опремљени кухињом у предњем делу кабине, радни део и одморишта у централном делу са 24 фотеље у задњој кабини, може да се реструктурира за транспорт 38 рањеника или као ваздушна амбуланта носи осам носила.
- Ан-72П -патролни авион. Наоружани са једним 23 мм ГШ-23Л топом плус бомбе и / или ракете.[4]
- Ан-74 Арктички модел подршке са простором за пет екипа, повећан капацитет горива, већи радар у избоченом носу, побољшана навигациона опрема, има бољу опрему за одлеђивање, а може бити опремљен са точковима- скије стајним трапом.

## Оперативно коришћење
Ан-72 је серијски произведен у Харковском предузећу за производњу авиона где је између 1984. и 1992. године произведено 114 авиона овог типа.

## Земље кориснице

### Цивилни корисници
Јерменија
- Air Armenia

 Естонија
- Enimex

 Француска
- Darta

 Русија
- Gazpromavia
- Yamal Airlines
- Aeroflot

 Судан
- Badr Airlines
- Green Flag Airlines

 Украјина
- Motor Sich Airlines
- Antonov Airlines

### Војни корисници
Екваторијална Гвинеја-2
 Молдавија-2
 Русија-39
 Украјина-26+2

### Бивши експлоатанти
Ангола
 Јерменија
 Грузија
 Казахстан
 Либија
 Перу
 Совјетски Савез